# Воля-Дембовецька
Воля-Дембовецька (пол. Wola Dębowiecka) — село в Польщі, у гміні Дембовець Ясельського повіту Підкарпатського воєводства.
Населення — 663 особи (2011).
У 1975-1998 роках село належало до Кросненського воєводства.

## Демографія
Демографічна структура станом на 31 березня 2011 року:
|          | Загалом | Допрацездатний вік | Працездатний вік | Постпрацездатний вік |
| -------- | ------- | ------------------ | ---------------- | -------------------- |
| Чоловіки | 323     | 70                 | 217              | 36                   |
| Жінки    | 340     | 62                 | 199              | 79                   |
| Разом    | 663     | 132                | 416              | 115                  |